# Digitalis macedonica
Digitalis macedonica là một loài thực vật có hoa trong họ Mã đề. Loài này được Heywood mô tả khoa học đầu tiên năm 1951.